# آبشار پراسپکت
آبشار پراسپکت (به انگلیسی: Prospect State Scenic Viewpoint) آبشاری است که در اورگن، ایالات متحده آمریکا واقع شده و ارتفاع کلی ریزشگاه آن ۱۷۳ فوت (۵۳ متر) است.